# Carnethy Hill
Carnethy Hill är en kulle i Storbritannien.   Den ligger i kommunen Midlothian och riksdelen Skottland, i den centrala delen av landet, 500 km norr om huvudstaden London. Toppen på Carnethy Hill är 573 meter över havet.
Terrängen runt Carnethy Hill är kuperad åt nordväst, men åt sydost är den platt.Runt Carnethy Hill är det glesbefolkat, med 16 invånare per kvadratkilometer. Närmaste större samhälle är Edinburgh, 12,9 km norr om Carnethy Hill. Trakten runt Carnethy Hill består i huvudsak av gräsmarker.